# عيسى أحمد قاسم
الشيخ عيسى أحمد قاسم  (1941) هو عالم دين شيعي متطرف ومعارض سياسي بحريني، كان أحد تلامذة محمد باقر الصدر وعضو في كل من المجلس التأسيسي والمجلس الوطني البحريني، إضافة إلى ممارسة النشاطات الاجتماعية المختلفة كإقامة صلاة الجمعة، وتأسيس الأحزاب والجمعيات، بهدف الدفاع عن حقوق شيعة البحرين. يعتبر قاسم مؤسس حزب الدعوة في البحرين وعضو في الهيئة العليا للمجمع العالمي لأهل البيت والمرشد لجمعية الوفاق البحرينية.

## النشأة
ولد الشيخ عيسى أحمد قاسم سنة 1941م في قرية الدراز بالقرب من العاصمة البحرينية، المنامة.
كان والده يمتهن الصيد (بحّار) منذ صباه، حيث كان الصيد هو الحرفة الغالبة التي يحترفها أهل المنطقة عموماً، إلاّ أن هذا المولود سرعان ما خطف الموت أباه عنه، فلم يكمل سنته الرابعة حتى أصبح يتيم الأب، فأخذت أمه دور الأمومة والأبوة.
تذكر بعض المصادر أنه ذو أصول فارسية،  بينما تذكر أخرى أنه بحريني أصيل. وقد استنكرت الصحفية مريم الشروقي «الترهات» التي تشكك في هوية عيسى قاسم البحرينية وقالت أنها «مدعاة للضحك». وتجدر الإشارة إلى أن دستور البحرين لعام 1973، والذي انتخب وفقه عيسى قاسم للمجلس الوطني عام 1973 يذكر في المادة 44 أنه يُشترط في عضو المجلس الوطني أن يكون «مواطنا بصفة أصلية». في 13 أغسطس 2016، ذكر المحامي محمد التاجر أن عيسى قاسم «مواطن بصفة أصلية» وفقًا لدستور 1973 والقوانين الخاصة بالجنسية والانتخاب، وقال أن الحديث عن تجنيسه «إهانة لأهل البحرين».

## دراسته
اشتهر بحدة ذكائه وقدراته بين أقرانه منذ صباه أثناء دراسته في المدارس النظامية مضافا ً على حرصه الشديد على الالتزام بحكم الشرع في تحركاته واهتمامه ببث الوعي الديني منذ ذلك الحين.
تعلم الشيخ عيسى القرآن الكريم منذ نعومة أضفاره، وبعد إكمال دراسته الابتدائية، تخرج من المرحلة الثانوية في المنامة وانتقل مباشرة إلى كلية المعلمين حتى نال شهادة التدريس في سنة 1959م، والتحق بمهنة التدريس عام 1960. في نهاية الخمسينات من القرن الماضي، درس العلوم الدينية في المنامة مع صديقه الشيخ عباس الريس، وكان استاذه العلامة السيدعلوي الغريفي.
أنهى الثانوية العامة من مدرسة المنامة في 1959، وما بين سنة 1960 - 1962 التحق بمهنة التعليم في مدرسة البديع الابتدائية للبنين

### الهجرة الي النجف
وبعد أن أنهى المقدمات الفقهية مثل شرائع الإسلام فكر جدّيا في الهجرة للتحصيل الديني، وما لبث حتى اتخذ قراره الحاسم في الاستقالة من مهمة التعليم ومن ثم الهجرة إلى خارج الوطن. سنة 1962م توجه إلى مدينة النجف، حيث تخرج من كلية الفقه هناك، ودرس البحث الخارج على يد فقهاء ومنهم السيد محمد باقر الصدر.
كان إلى جانب دراسته الحوزوية الأكاديمية يدرس في الحوزات العلمية، ويجالس الفقهاء. سنة 1969م عاد إلى وطنه بعد أن نال درجة الليسانس في العلوم الإسلامية والشرعية.
في نفس العام، عاد إلى مزوالة التعليم في المدراس الحكومية وأخذ يدرس اللغة العربية والتربية الإسلامية في مدرسة الخميس الإعدادية ولمدة عام واحد فقط. وبعد سنتين هاجر مرة أخرى إلى النجف والتحق بالدراسة الحوزوية عام 1970 ودرس على يد كبار الفقهاء.

### الهجرة الي مدينة قم
سنة 1992م هاجر إلى مدينة قم لتحصيل المزيد من المراتب العلمية، وواصل دراسته على يد أساتذتها أمثال محمود الهاشمي الشاهرودي وكاظم الحائري ومحمد فاضل اللنكراني. في سنة 1999م بدأ بإلقاء دروس (البحث الخارج) في مسجد أمير المؤمنين (دورشهر) ثم في الحسينية البحرانية (قرب حرم السيدة المعصومة).

## نشاطاته الحركية والاجتماعية

### المجلس التاسيسي
مع الشروع في قيام المجلس التأسيسي لوضع دستور دولة البحرين استدعاه جمع في البحرين للقدوم والترشيح لهذا المجلس، وهكذا كان، وفاز بأعلى الأصوات، وكان له مع المجموعة الإسلامية في المجلس التأثير البارز في إدخال كثير من المواد الإسلامية في الدستور. كان لانتخاب الشيخ دوي كبير في الأوساط الاجتماعية.
أما الشيخ فقد تمكن من تكوين كتلة من بعض أعضاء المجلس ممن لهم توجه إسلامي للوقوف ضد تمرير نظام يخالف الشريعة الإسلامية، أو شرعنة نظم تحارب الدين أو القدح فيها أو التأثير سلبا على المسيرة الإسلامية في الواقع المنظور والمستقبل، وتمكن بمساعدة إخوانه من تثبيت بعض النظم التي تعزز الهوية الإسلامية للمجتمع البحريني، ويدفع عنه شرور التغريب أو التنكر للثوابت الإسلامية الأصلية.

### المجلس الوطني
في سنة 1971 رشح نفسه للمجلس الوطني واعتبر نفسه رئيساً للكتلة الدينية في المجلس، حتى حُلّ المجلس. كان من أبرز مؤسسي جمعية التوعية الإسلامية في عام 1971 م.
ومنذ عودته إلى البحرين، شرع في تأسيس ما أسماه المجلس الإسلامي العلمائي ورُشح لقيادة مجلسه في دورته الأولى حتى توجه بتركيزه إلى مكتب البيان للمراجعات الدينية التابع له وذهبت رئاسة مجلسه إلى السيد مجيد المشعل عبر تصويت لمجلس الإدارة.

## مسؤولياته الحالية
تولى منصب رئيس المجلس الإسلامي العلمائي سابقاً، ويقيم صلاة الجمعة في جامع الإمام الصادق في الدراز، وله العديد من المشاركات في المحافل الإسلامية أبرزها المشاركات الموسمية في عاشوراء ويحضر مؤتمرات إسلامية عالمية في الجمهورية الإسلامية في إيران. وله الكثير من الكلمات والأيام التي يأخذ فيها الموقف الحازم ضد من يعادي الدين.

## القاعدة الشعبية
يمتلك الشيخ عيسى أحمد قاسم أكبر قاعدة شعبية في البلاد وتعتبره الأغلبية الشيعية في البحرين قائدا لها، وله العديد من المواقف الوطنية.[بحاجة لمصدر]

## إسقاط الجنسية
أعلنت وزارة الداخلية البحرينية في يوم الإثنين المصادف ل20 يونيو 2016 إسقاط الجنسية البحرينية عن الشيخ عيسى أحمد قاسم، بسبب ما سمّاه «القيام بتأسيس تنظيمات تابعة لمرجعية سياسية دينية خارجية، حيث لعب دوراً رئيسياً في خلق بيئة طائفية متطرفة، وعمل على تقسيم المجتمع تبعاً للطائفة وكذلك تبعاً للتبعية لأوامره». ويسمح قانون الجنسية البحريني لمجلس الوزراء بسحب الجنسية من أي شخص«يسبب ضررا لمصالح المملكة أو يتصرف بطريقة تعادي الدولة».

### ردود الأفعال

#### الداخلية
- على الصعيد الداخلي احتشدت الجموع الغفيرة مرتدين أكفانهم أمام منزل الشيخ عيسى قاسم، في اليوم الإثنين، فور إعلان وزارة الداخلية البحرينية إسقاط جنسيته. والشيخ عيسى قاسم خرج من منزله مكبّراً وهاتفاً “هيهات منّا الذلة” أمام المحتجين.[16] وتوالت ردود الفعل البحرينية بين المؤيدة (من جانب الحكومة) والمستنكرة للقرار البحريني التصعيدي القاضي بإسقاط الجنسية عن الشيخ عيسى قاسم، وأعلنت غالبية المناطق البحرينية عن إلغاء الاحتفالات بليلة النصف من شهر رمضان هذه الليلة، وأكدت توجه الحشود من الرجال والنساء والأطفال إلى الدراز دفاعاً عما يمثله قاسم من رمزية.[17][بحاجة لمصدر مستقل]
- بدوره، اعتبر تيار الوفاء الإسلامي أن قرار النظام البحريني يمثل “خطوة جنونية حمقاء تهدف للانتقام من سماحته على سجلّه النّاصع في الوقوف مع أبناء شعبه المظلومين”.[17]
- اعتبرت حركة حق البحرينة وفي بيان لها، أن القرار الرسمي “سيقلب المعادلات”، وأن الشعب البحريني لن يقف مكتوف الأيدي أمام تعرض رموزه للاستهداف. وأكدت الحركة على وقوفها التام مع كبار العلماء وفي مقدمتهم آية الله قاسم مشددة على «ضرورة الدفاع المستميت عن هؤلاء الرموز الكبار لأنهم يمثلون الحالة الأبوية لعموم شعب البحرين ولا يمكن أن يتم استهدافهم أو المساس بهم دون أن يكن هناك تحول رادع في مسار المواجهة مع النظام».

وأضافت «يعتقد النظام أنه بإسقاط جنسية آية الله قاسم واستهدافه يقضي على مطالب الشعب المشروعة ويجهز على ثورة الرابع عشر من فبراير إلا أن هذا التصعيد والإمعان في الغطرسة من شأنه أن يؤدي لقلب المعادلة وإعادة الزخم والحضور الشعبي الكبير».

#### الخارجية
- إيران ندد السيد علي خامنئي، قائد الثورة الإسلامية في إيران، الإجراءات التصعيدية بحق الشيخ عيسى قاسم ويعتبرها الحماقة والبلاهة.[18][19]
- نددت وزارة الخارجية الايرانية اليوم الاثنين، بقرار الحكومة البحرينية باسقاط الجنسية عن الشيخ عيسي قاسم، وتصعيد الممارسات الأمنية ضد الزعماء الدينيين والوطنيين، والتي تتعارض مع المعتقدات والمبادئ الدينية، والاستيلاء علي الوجوه الشرعية للشعب البحريني. وأكدت وزارة الخارجية الإيرانية في بيان لها، إن مثل هذه الاجراءات التعسفية، تبدد الآمال بإصلاح الأمور في البحرين عن طريق الحوار والوسائل السلمية، ونصحت الحكومة البحرينية بأنهاء الإجراءات الخارجة عن القانون، وتجنّب تدمير جسور التواصل مع الشعب والزعماء المعتدلين في هذا البلد، والقبول بالحقائق الراهنة في البلاد، وعقد حوار وطني جاد لتسوية الازمة الراهنة في البحرين.[20]
- قال اللواء قاسم سليماني قائد قوات فيلق القدس التابعة للحرس الثوري الايراني، "لاشك في أنهم (آل خليفة) يعرفون جيدا أن التعرض لحرمة آية الله الشيخ عيسى قاسم هو خط أحمر لدى الشعب يشعل تجاوزه النار في البحرين والمنطقة.[21][22]
- أصدر المجمع العالمي للتقريب بين المذاهب الإسلامية بيانيا أدان فيه سحب جنسية آية الله عيسى قاسم من قبل النظام البحريني داعيا السلطات البحرينية إلى الإصغاء للمطالب المشروعة والسلمية للشعب البحريني.[23]
- حزب الله ردا على قرار السلطات البحرينية أعلن حزب الله، أن القرار يظهر أن الحكومة البحرينية وصلت إلى «نهاية الطريق» في تعاملها مع ما وصفه البيان بأنه «الحراك الشعبي السلمي» معلنا «إن هذه الخطوة ضد آية الله عيسى أحمد قاسم تدفع الشعب البحريني إلى خيارات صعبة ستكون عاقبتها وخيمة على هذا النظام الديكتاتوري الفاسد».[24]
- لبنان واستنكر نائب رئيس المجلس الإسلامي الشيعي الأعلى في لبنان الشيخ عبد الأمير قبلان جريمة سحب الجنسية من الشيخ عيسى القاسم وما سبقها من اجراءات قمعية بحق الشعب البحريني. وقال “إننا ندين بشدة عملية الانتقام اللاشرعي واللاإنساني التي لجأت إليها السلطات البحرينية عبر إسقاط جنسية الشيخ قاسم ومصادرة حريته الفكرية والوطنية والتضييق بشكل هستيري على مشروع الإصلاح الدستوري”. وطالب الشيخ قبلان “حكومة البحرين بالعودة عن هذا القرار الجائر الذي يعقد الأمور ويدفعها نحو الأسوأ”، ولفت إلى أن “الشيخ عيسى قاسم يمثل مرجعية وطنية وقيادة قومية إسلامية كبيرة وأساسا مركزيا للخطاب الوطني والسلم الأهلي ونبذ الطائفية والتأكيد على الوطنية الكاملة وهو بذلك ضرورة ماسة لبحرين عادل ومستقر ودولة ضامنة لكل شعبها”.[25]
- واستنكرت حركة التوحيد الإسلامي في بيان، إسقاط الجنسية البحرينية عن المرجع الشيخ عيسى أحمد قاسم، واعتبرت أن “تجريد أحد المراجع الدينية الوازنة في هذا البلد العربي الشقيق من حقه في المواطنة، هو عمل غير مسبوق إذ يحرم مواطناً من حقوقه الطبيعية والإنسانية المكتسبة، فالمواطنة حق وليس عطية حكومية أو هبة ملكية فالأرض أرض الله يسكنها عباد الله”.[26] ودعت الحركة “السلطات البحرينية إلى تحكيم العقل والتراجع عن قرارها سحب الجنسية من الشيخ قاسم، والبحث عن السبل الآيلة إلى وقف الحراك السلمي المستمر من سنوات، عبر حوار صادق يفضي إلى تحقق شراكة وطنية ومساواة تنظر إلى المواطنين نظرة واحدة على اختلاف أطيافهم ومذاهبهم”.
- أدان معهد الخليج للديمقراطية وحقوق الإنسان في أستراليا إقدام السلطات البحرينية، على إسقاط جنسية الشيخ عيسى أحمد قاسم ومطالبته وعائلته بالخروج من البحرين فورًا وتهديده بترحيله قسرًا. وأضاف تأتي هذه الخطوة بعد سلسلة من انتهاكات الحريات الدينية والسياسية في البحرين والتضييق على المعارضين، فقد أغلقت السلطات البحرينية في وقت سابق من الشهر الجاري أكبر جمعية سياسية معارضة، بالإضافة إلى إسقاط جنسية أكثر من 300 مواطن بحريني خلال العامين الماضيين.[27]

## صدور الحكم عليه
أصدرت محكمة بحرينية في يوم الأحد الموافق ل21 مايو 2017 حكمها في قضية الشيخ عيسى قاسم، وجاء هذا الحكم بعد عدة جلسات استغرقت 11 شهراً تم خلالها تأجيل النطق بالحكم على قاسم كبرى المرجعيات الدينية في البحرين. واثنين آخرين، وهما مدير مكتب البيان للمراجعات الدينية الشيخ حسين يوسف القصاب (المحروس) والعضو في مكتب البيان ميرزا الدرازي، وأدانت المحكمة المتهمين جميعا بالسجن سنة واحدة مع وقف التنفيذ ثلاث سنوات، إضافة إلى مصادرة أموال الخمس في حسابات الشيخ قاسم البنكية، وغرامة مالية تبلغ 100 ألف دينار.
وبعد صدور الحكم جرت دعوات لتكثيف الحضور في محيط منزل الشيخ قاسم في الدراز غرب العاصمة المنامة، وتجمعت الحشود في محيط منزل الشيخ قاسم في تظاهرة كبيرة.
كما انتشرت آليات مدرعة ومركبات عسكرية للنظام البحريني في محيط الدراز، تزامنا مع الدعوات للتوجه إلى المنطقة المحاصرة تنديداً بمحاكمة الشيخ عيسى قاسم.

### اقتحام منزله
وبعد يومين من صدور الحكم في حق قاسم، قدمت قوات الأمن البحرينية نحو منزله حيث قامت باقتحام المنزل في الدراز واعتقال كل من كان داخله من المعتصمين والمرابطين. بينما لم يتاكد حتى الآن ما إذا كان الشيخ عيسي قاسم ضمن المعتقلين.

## مقالات ذات صلة
- جمعية التوعية الإسلامية
- المجلس الإسلامي العلمائي
- علي سلمان
- دراز